# بيلي بويد
بيلي بويد (بالإنجليزية: Billy Boyd)‏ ممثل اسكتلندي من مواليد 28 أغسطس 1968.

## مواقع خارجية
- بيلي بويد على موقع IMDb (الإنجليزية)
- بيلي بويد على موقع روتن توميتوز (الإنجليزية)
- بيلي بويد على موقع ألو سيني (الفرنسية)
- بيلي بويد على موقع ميوزك برينز (الإنجليزية)
- بيلي بويد على موقع تيرنر كلاسيك موفيز (الإنجليزية)
- بيلي بويد على موقع أول موفي (الإنجليزية)
- بيلي بويد على موقع إن إن دي بي (الإنجليزية)
- بيلي بويد على موقع ديسكوغز (الإنجليزية)
- بيلي بويد على موقع قاعدة بيانات الفيلم (الإنجليزية)
- بيلي بويد على موقع كينوبويسك (الروسية)